# Эпигенетические часы
Эпигенети́ческие часы́ — это совокупность эпигенетических меток ДНК, позволяющая определить биологический возраст ткани, клетки или органа. Наиболее известным примером эпигенетических часов являются часы Стива Хорвата, учитыващие 353 эпигенетических маркера человеческого генома. Разработаны и другие версии эпигенетических часов: часы К. Вейднер, основанные на метилировании трёх CpG динуклеотидов, часы И. Флорат, сложные часы Г. Ханнума и часы К. Джулиани, показатель которых рассчитываются по метилированию трёх генов в образцах ДНК из дентина.

## История открытия
О значительном влиянии возраста на уровень метилирования ДНК было известно с 1960-х годов. Большое количество работ описывает наборы CpG-динуклеотидов, метилирование которых коррелирует с возрастом. Несколько работ посвящено оценке биологического возраста по метилированию ДНК слюны или крови.

## Предпосылки к созданию эпигенетических часов
Возраст является одной из фундаментальных характеристик организма, и потому биомаркеры старения находят себе множество применений в биологических исследованиях. Биологические часы старения могут быть использованы в следующих областях:
- проверке обоснованности различных теорий старения,
- диагностировании возрастных заболеваний, определении подтипов рака,
- прогнозировании возникновения заболеваний,
- как характеристика терапевтических воздействий, в том числе омолаживающих техник,
- в исследовании биологии развития и дифференцировки клеток,
- в судебной медицине.

В общем случае, биологические часы могут быть полезны в исследовании причин старения и борьбы с ним.

## Связь с причинами биологического старения
До конца не ясно, что именно измеряется эпигенетическими часами. Гипотеза профессора Хорвата заключалась в том, что получаемый по результатам расчётов возраст отражает суммарный эффект от систем введения эпигенетических модификаций организма. Большинство возрастных изменений метилирования ДНК являются тканеспецифичными, за исключением метилирования промотора гена ELOVL2, который функционирует как главный регулятор синтеза (удлинения) полиненасыщенных жирных кислот (ПНЖК), необходимых для эффективного функционирования эндоплазматического ретикулума и митохондрий. Поэтому были разработаны упрощённые варианты эпигенетических часов универсальных для всех тканей, основанные на определении возраста по степени метилирования только одного CpG в гене ELOVL2.
Возраст, рассчитываемый по метилированию ДНК, предсказывает смертность от всех причин в пожилом возрасте, что позволяет предположить наличие связи между метилированием и причиной старения людей. Однако, маловероятно, что используемые в методе 353 CpG-пары непосредственно играют роль в процессе старения. Более вероятно, что эпигенетические часы детектируют системный эффект от эпигенома. С помощью эпигенетических часов удалось показать, что «старение действительно эволюционно консервативно и связано с процессами развития у всех видов млекопитающих».
Для понимания сути эпигенетических часов было бы целесообразно провести сравнение и найти глубинные процессы опосредствующие взаимосвязь между показаниями эпигенетических часов и часами старения на основе транскриптома, а также на основе данных протеома. По утверждениям авторов протеомных часов их модель протеомного возраста предсказывала смертность более точно, чем хронологический возраст и индекс старческой немощи. Метод протеомных часов базируется на технологии SomaScan измеряющей флуоресценцию аптамеров связавшихся с белками-мишенями. С помощью этих аптамеров, созданных с помощью универсальной химической технологии, которая наделяет нуклеотиды белковоподобными функциональными группами для открытия белков-биомаркеров, удается одновременно (и очень дёшево) измерять тысячи белков в небольших объёмах образцов (15 мкл сыворотки или плазмы). Самое главное это то что с помощью анализа данных о белках наиболее сильно изменяющихся при старении можно найти и оценить эффективность целевых лекарств против старения.
Обнаружено, что большинство возрастных CpG соседствуют с генами развития и старение может сопровождаться повышенной экспрессией генов развития. Соответственно, эти CpGs находятся в бивалентных доменах хроматина и мишенях репрессируемых polycomb, которые являются элементами, контролирующими экспрессию онтогенетических генов. В то время как повышенное метилирование CpGs в энхансерах, вероятно, подавляет экспрессию генов, метилирование CpGs в двухвалентных доменах хроматина, с другой стороны, может стимулировать экспрессию соответствующих нижестоящих локусов, которые часто являются генами развития.

### Суточные колебания эпигенетического возраста
Обнаружено что эпигенетические прогнозы возраста демонстрируют 24-часовую периодичность. В частности, около полуночи часы показывали более молодой возраст, а в полдень более старый. Эти данные о циркадных изменениях показателей эпигенетических часов подчеркивают важность использования одного и того же времени суток для получения точных оценок эпигенетического возраста.

## Эпигенетические часы Хорвата
Эпигенетические часы Хорвата были разработаны Стивом Хорватом, профессором генетики человека и биостатистики в Калифорнийском университете в Лос-Анджелесе. Статья на данную тему была впервые опубликована 21 октября 2013 года в журнале Genome Biology. Хорват более 4 лет собирал открытые данные по метилированию человеческой ДНК и определял подходящие статистические методы. История данного открытия была освещена в журнале Nature. При разработке часов использовались 8000 образцов из 82 наборов данных по метилированию ДНК, полученных на платформе Illumina. Главная инновационная особенность эпигенетических часов Хорвата — это их широкий спектр применимости. Они позволяют предсказывать возраст независимо от ткани, без введения каких-либо дополнительных корректировок. Данная особенность позволяет сравнивать биологический возраст разных тканей внутри одного организма, используя одни и те же часы старения.
Термин «часы» в данном случае определяется как метод оценки возраста, основанный на 353 эпигенетических маркерах ДНК. Устанавливаемый показатель имеет следующие характеристики: во-первых, он близок к нулю в эмбриональных и индуцированных стволовых клетках, во-вторых, он коррелирует с номером пересева клеток и в-третьих, метод применим к тканям шимпанзе (которые используют в качестве аналогов человеческим тканям в некоторых исследованиях).
Рост организма (и сопутствующее деление клеток) приводит к высокой скорости «хода» эпигенетических часов, которая уменьшается до константного значения (линейной зависимости) после достижения человеком 20 лет. Многие физиологические и ментальные показатели старения коррелируют с эпигенетическими часами.
Средняя ошибка в определении возраста равна 3,6 года среди широкого спектра тканей и типов клеток. Метод хорошо работает как в гетерогенных тканях, так и в отдельных клеточных линиях. Предсказываемый методом Хорвата возраст имеет коэффициент корреляции Пирсона равный r=0,96 с хронологическим возрастом, что очень близко к максимальному значению — единице.
Существует онлайн калькулятор, в который можно загрузить данные по метилированию генома и получить оценку эпигенетического возраста методом Ховарта.

## Эпигенетические часы Ханнума
В один год со статьёй об эпигенетических часах Хорвата было опубликовано и другое похожее исследование. Авторы, в том числе Грегори Ханнум, построили модель количественной оценки старения, используя измерения более 450 000 CpG-динуклеотидов из клеток крови людей возраста от 19 до 101 года. Из многих CpG статистическими методами была выявлена 71 позиция, по которым выстраивалась итоговая модель расчёта возраста. Согласно авторам, на скорость эпигенетического старения влияет пол человека и вариации генома.
В оригинальной работе сказано, что модель работает не только для клеток крови, но и в других тканях. Некоторые более поздние работы, однако, подчёркивают, что часы Ханнума являются специфичными для крови, а часы Хорвата можно применять на самых разных образцах. Есть и работы, ссылающиеся на эпигенетические часы Хорвата и Ханнума, как на равнозначные. В исследовании, проведённом на небольшой группе долгожителей, часы Ханнума дали более точные оценки возраста по данным метилирования ДНК лейкоцитов, чем часы Хорвата.

## Эпигенетические часы на основе ретротранспозонов
Ряд данных свидетельствует о корреляции между старением, хроническими заболеваниями и реактивацией 
определенных ретроэлементов, в первую очередь LINEs и  эндогенного ретровируса человека HERV-K (Human endogenous retrovirus K).  
Для поддержки гипотезы о нарушении регуляции эндогенных ретроэлементов как одной из первопричин старения и возрастных заболеваний, были сконструированы эпигенетические часы на основе данных о метилировании ДНК ретроэлементов.

## Эпигенетические часы на основе небольшого количества сайтов CpG
Несмотря на то что часы, использующие сотни сайтов CpG могут более точно отражать биологический возраст, их использование на практике осложняется их дороговизной. Поэтому было разработано несколько вариантов эпигенетических часов основанных на небольшом количестве сайтов CpG с сохранением или даже увеличением точности. Уменьшение числа сайтов CpG позволяет кроме того стандартизировать, сделать сопоставимыми результаты полученные разными лабораториями, а также использовать методы машинного обучения для создания новых, более точных часов. К числу наиболее часто используемых в таких часах относятся гены: ELOVL2 (сайт cg16867657), а также EDARADD, C1orf132, TRIM59, FHL2, и KLF14

## Другие версии биологических часов
Существуют биологические часы, основанные на а) длине теломер б) уровне экспрессии p16INK4a в) мутациях в микросателлитах. Корреляция в случае (а) r=-0,51 для женщин и r=-0,55 для мужчин. Корреляция между экспрессией p16INK4a в Т-клетках r=0,56.
Перспективными биологическими часами являются часы старения сетчатки «eyeAge» по фотографиям глазного дна, разработанные с помощью компьютерной модели глубокого обучения, способной предсказывать старение людей во временных масштабах менее года с точностью 71 %.
Был проведён ряд работ (Ванг и коллеги, Петкович и коллеги), исследующих, имеют ли мыши сходные с людьми изменения в паттернах метилирования с возрастом. Исследователи обнаружили, что эпигенетический возраст мышей, у которых искусственно увеличивали продолжительность жизни (с помощью контроля калорийности питания или введения в пищу рапамицина), был значительно меньше, чем у контрольной группы того же возраста.
Эпигенетические часы, созданные для предсказания возраста у мышей, основаны на 329 уникальных CpG-динуклеотидах, и имеют среднюю абсолютную ошибку равную 4 неделям (5 % от продолжительности жизни). Попытки использовать человеческие часы на мышах показали, что человеческие часы не полностью консервативны в мышах. Различия в часах мышей и человека позволяют предположить, что эпигенетические часы стоит калибровать отдельно для разных видов.
Перспективным направлением кажется разработка эпигенетических часов для определения возраста диких и домашних животных.